# Ян Венікс
 Ян Венікс  (нід. Jan Weenix, 1640–1719) — голландський художник XVII століття, майстер декоративних панно і натюрмортів. Іноді писав портрети, робив офорти.

## Життєпис
Точної дати народження Яна Венікса не встановлено. Рік народження ведуть від заяви художника під час вінчання в церкві, коли він сповістив, що йому 30 років.
Походить з родини художника Яна-Баптиста Венікса, який і був його першим вчителем. Мати Яна походила з родини Хондекутер. Батько на чотири роки перебрався в Італію, де удосконалював художню майстерність. Родина на той час перебралася жити у місто Утрехт.
У 1664 р. Ян Венікс виплатив взнос і став членом художньої гільдії Св. Луки в Утрехті, де працював до 1668 р. У 1670 р. узяв шлюб Пітернелою Беккерс. В родіні було двоє дітей — син і дочка. Серед замовників художника — голландці, купці з Іспанії, московський цар Петро І, що перебував у Голландії під час Великого Посольства. У 1702–1712 рр. зафіксоване перебування художника в місті Дюссельдорф, де він виконував замови курфюрста Пфальцу.
Помер і був похований в місті Амстердам 19 вересня 1719 р.

## Вибрані твори

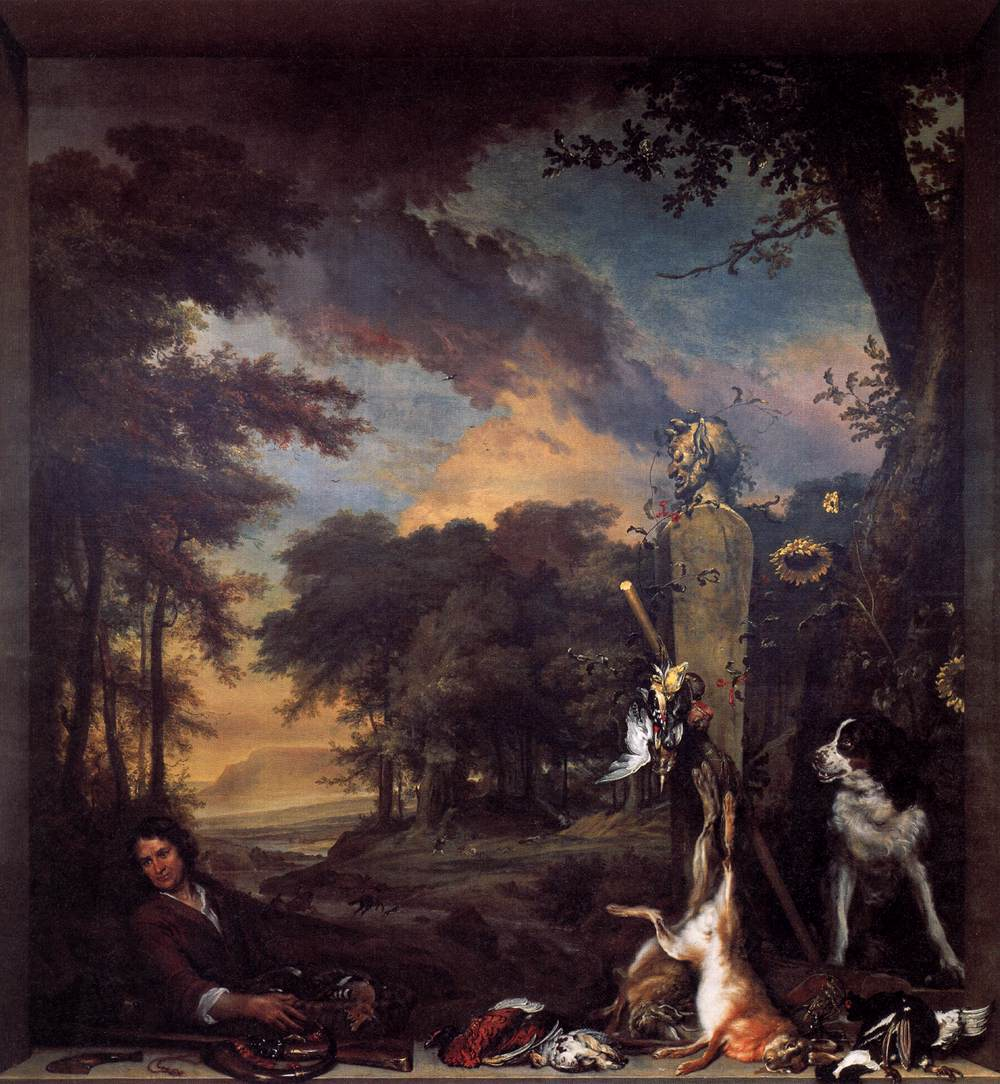
«Пейзаж з мисливцем та мисливськими трофеями», 1697. Національна галерея Шотландії, Единбург

- «Повернення з полювання», 1665, Мюнхен
- «Порт в Італії», 1666, Кассель
- «Бесіда біля вази в парку», 1678. Державний музей Нижньої Саксонії, Ганновер
- «Натюрморт з білим павичем», 1692. Академія образотворчих мистецтв, Відень
- «Агнета Блок з родиною на тлі саду Флора Батавії», 1694, Амстердам
- «Пейзаж із мисливцем та мисливськими трофеями», 1697. Національна галерея Шотландії, Единбург
- «Портрет Петра І», 1697, Ермітаж, Петербург
- «Мисливські трофеї на тлі з фонтаном у парку»
- «Натюрморт з зайцем і куріпками»
- «Мисливські трофеї на тлі з палацом»
- «Натюрморт із зайцем», 1704, Національний музей мистецтв імені Богдана та Варвари Ханенків, Київ
- «Натюрморт зі скульптурою Діани», 1703, Мюнхен
- «Натюрморт з мавпою та собакою на тлі саду бароко Рійксдорп», 1714, Амстердам.

## Галерея

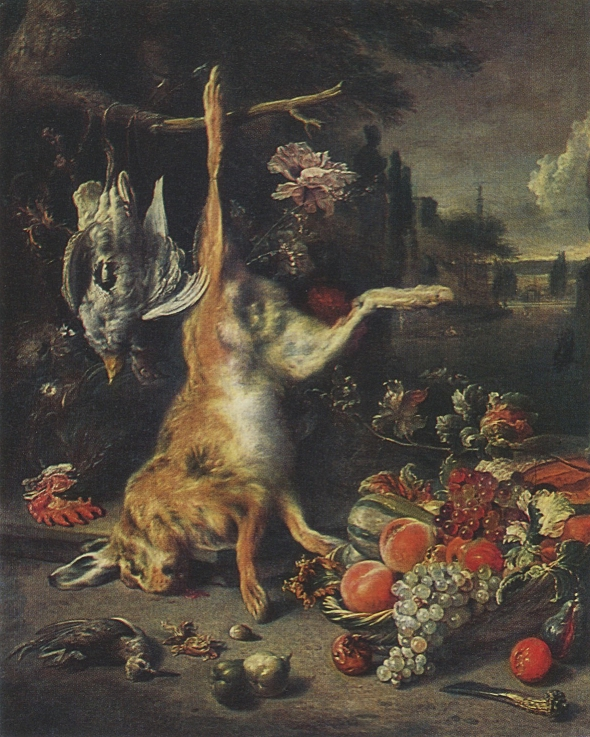
«Натюрморт із зайцем», 1704, Національний музей мистецтв імені Богдана та Варвари Ханенків, Київ
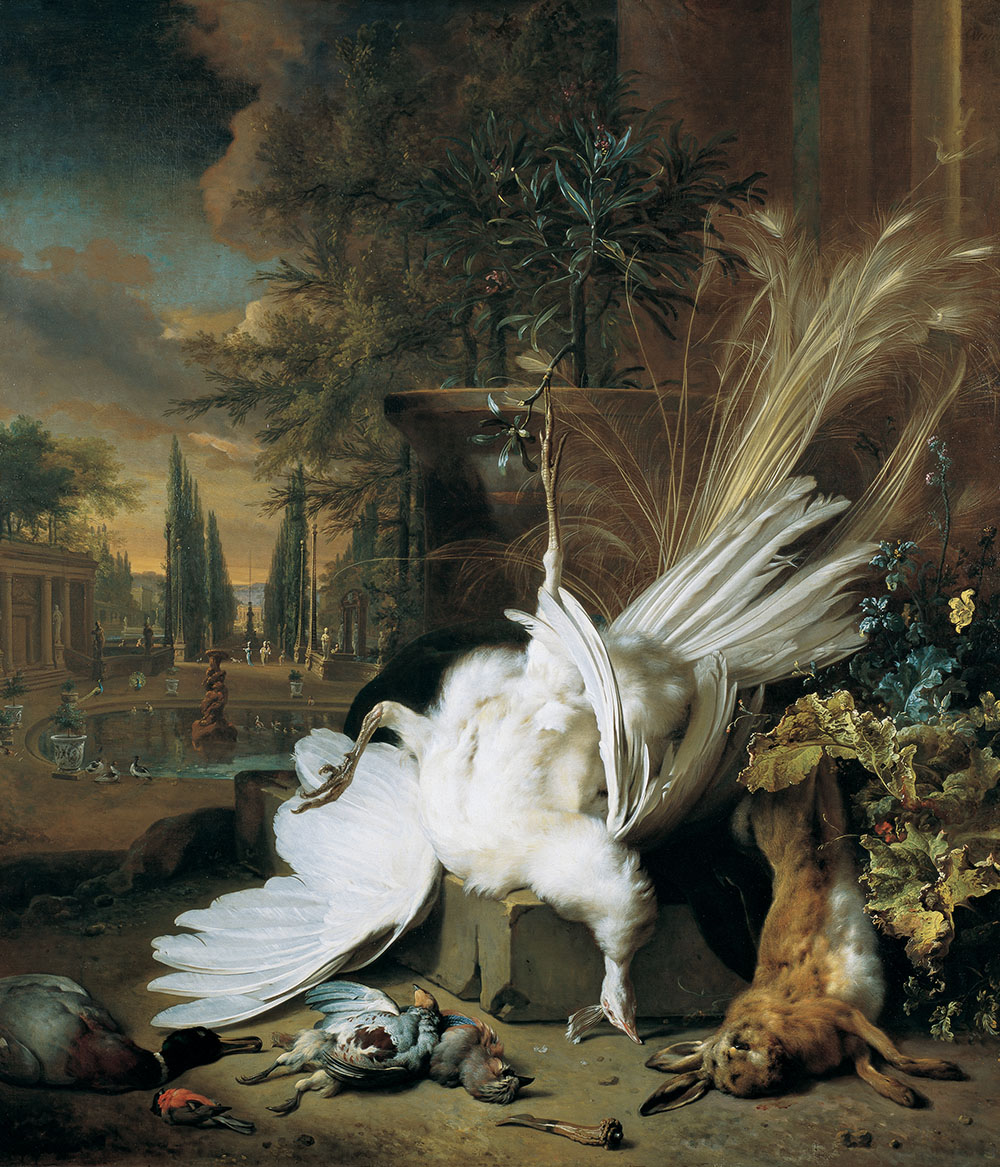
«Натюрморт з білим павичем», 1692. Академія образотворчих мистецтв, Відень
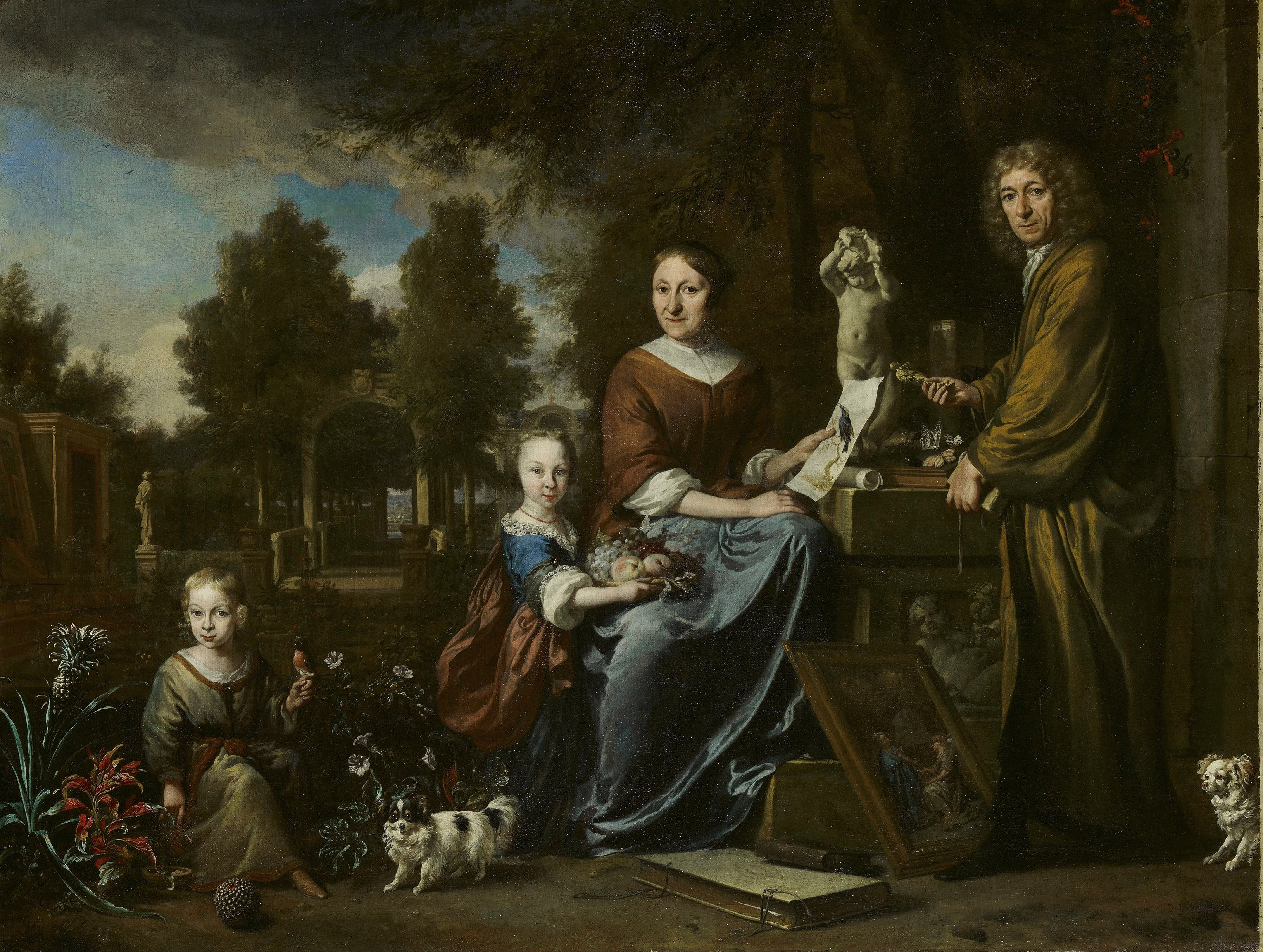
«Агнета Блок з родиною на тлі саду Флора Батавії», 1694, Амстердам
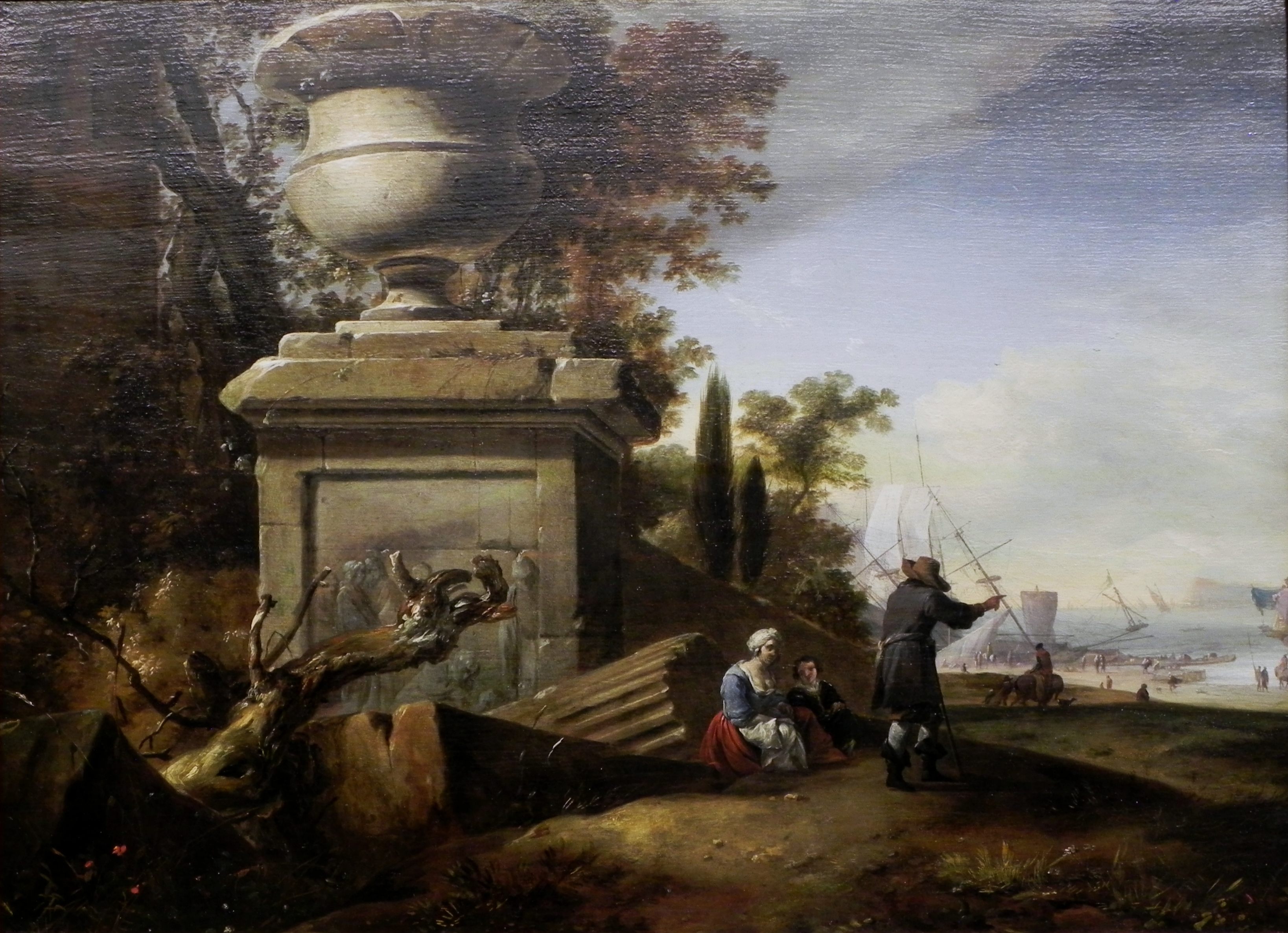
«Бесіда біля вази в парку», 1678. Державний музей Нижньої Саксонії, Ганновер